# Lajos-csatorna
A Lajos-csatorna a Dunát és a Majnát kapcsolja össze. A csatornát 1836 és 1845. között építették, I. Lajos bajor király uralkodása alatt, Heinrich von Pechmann építészeti tanácsos tervei szerint. Kelheimtől, a Dunától indul ki 340 m tengerszint feletti magasságból és az Altmühl és Regnitz folyók vizeinek fölhasználásával ér a Majnába, 230 m magasságban. A csatorna hossza 177,6 km., amely a Fekete- és Északi-tengert összekötve világkereskedelmi útvonalnak tervezték. Számos zsilipje és keskeny méretei miatt a céljának nem felel meg, s a párhuzamosan vonuló vasútvonalakkal sem bírta a versenyt. 1891 óta a bajor csatorna-egyesület élénk mozgalmat indított, hogy a Lajos-csatornát átalakítva, eredeti céljaira alkalmassá tegye.